# Берніссе
Берніссе (нід. Bernisse) — село в нідерландській провінції Південна Голландія. Входить до муніципалітету Ніссевард.
До 2015 року мало статус окремого муніципалітету.